# Olden Polynice
Olden Polynice (Port-au-Prince, 21 novembre 1964) è un ex cestista haitiano, professionista in Italia e nella NBA.

## Carriera
Dopo aver giocato al college e successivamente in Italia, a Rimini, nel 1986-87, venne scelto nel 1987 dai Chicago Bulls al primo giro del draft NBA, ma fu immediatamente scambiato con i Seattle SuperSonics per Scottie Pippen. Dopo aver giocato per quattro stagioni a Seattle, è stato scambiato con gli Utah Jazz. In seguito ha giocato per i Los Angeles Clippers, per i Detroit Pistons e per cinque stagioni nei Sacramento Kings. Infine nel 1999 è tornato a Seattle, per poi giocare altre due stagioni con gli Utah Jazz. Si è ritirato dal basket giocato nel 2006.

## Statistiche

### College
| Anno      | Squadra            | PG | PT | MP   | TC%  | 3P% | TL%  | RP  | AP  | PRP | SP  | PP   |
| --------- | ------------------ | -- | -- | ---- | ---- | --- | ---- | --- | --- | --- | --- | ---- |
| 1983-1984 | Virginia Cavaliers | 33 | 25 | 26,2 | 55,1 | -   | 58,8 | 5,6 | 0,6 | 0,1 | 0,5 | 7,7  |
| 1984-1985 | Virginia Cavaliers | 32 | 29 | 34,2 | 60,3 | -   | 59,9 | 7,6 | 0,5 | 0,4 | 1,1 | 13,0 |
| 1985-1986 | Virginia Cavaliers | 30 | 30 | 35,8 | 57,2 | -   | 63,7 | 8,0 | 0,5 | 0,3 | 1,1 | 16,1 |
| Carriera  | Carriera           | 95 | 84 | 31,9 | 57,8 | -   | 61,2 | 7,0 | 0,5 | 0,3 | 0,9 | 12,1 |

### NBA

#### Regular Season
| Anno      | Squadra          | PG   | PT  | MP   | TC%  | 3P%  | TL%  | RP   | AP  | PRP | SP  | PP   |
| --------- | ---------------- | ---- | --- | ---- | ---- | ---- | ---- | ---- | --- | --- | --- | ---- |
| 1987-1988 | Seattle S.Sonics | 82   | 0   | 13,2 | 46,5 | 0,0  | 63,9 | 4,0  | 0,4 | 0,4 | 0,3 | 4,1  |
| 1988-1989 | Seattle S.Sonics | 80   | 0   | 10,4 | 50,6 | -    | 59,3 | 2,6  | 0,3 | 0,5 | 0,4 | 2,9  |
| 1989-1990 | Seattle S.Sonics | 79   | 7   | 13,7 | 54,0 | 50,0 | 47,5 | 3,8  | 0,2 | 0,3 | 0,3 | 4,6  |
| 1990-1991 | Seattle S.Sonics | 48   | 0   | 20,0 | 54,5 | -    | 58,8 | 5,6  | 0,3 | 0,5 | 0,4 | 8,3  |
| 1990-1991 | L.A. Clippers    | 31   | 30  | 36,5 | 57,9 | 0,0  | 57,2 | 9,1  | 0,8 | 0,5 | 0,4 | 12,3 |
| 1991-1992 | L.A. Clippers    | 76   | 65  | 24,1 | 51,9 | 0,0  | 62,2 | 7,1  | 0,6 | 0,6 | 0,3 | 8,1  |
| 1992-1993 | Detroit Pistons  | 67   | 18  | 19,4 | 49,0 | 0,0  | 46,5 | 6,2  | 0,4 | 0,5 | 0,3 | 7,3  |
| 1993-1994 | Detroit Pistons  | 37   | 36  | 36,5 | 54,7 | 0,0  | 45,7 | 12,3 | 0,6 | 0,6 | 1,0 | 13,1 |
| 1993-1994 | Sacramento Kings | 31   | 29  | 33,9 | 48,4 | 0,0  | 55,6 | 11,4 | 0,6 | 0,6 | 1,0 | 9,8  |
| 1994-1995 | Sacramento Kings | 81   | 81  | 31,3 | 54,4 | 100  | 63,9 | 9,0  | 0,8 | 0,6 | 0,6 | 10,8 |
| 1995-1996 | Sacramento Kings | 81   | 80  | 30,1 | 52,7 | 33,3 | 60,1 | 9,4  | 0,7 | 0,6 | 0,8 | 12,2 |
| 1996-1997 | Sacramento Kings | 82   | 82  | 35,3 | 45,7 | 0,0  | 56,2 | 9,4  | 2,2 | 0,6 | 1,0 | 12,5 |
| 1997-1998 | Sacramento Kings | 70   | 25  | 20,8 | 45,9 | 0,0  | 45,2 | 6,3  | 1,5 | 0,5 | 0,6 | 7,9  |
| 1998-1999 | Seattle S.Sonics | 48   | 47  | 30,9 | 47,2 | 100  | 30,9 | 8,9  | 0,9 | 0,4 | 0,6 | 7,7  |
| 1999-2000 | Utah Jazz        | 82   | 79  | 22,2 | 51,0 | 50,0 | 31,1 | 5,5  | 0,5 | 0,4 | 1,0 | 5,3  |
| 2000-2001 | Utah Jazz        | 81   | 79  | 20,0 | 49,6 | 0,0  | 26,2 | 4,7  | 0,4 | 0,3 | 1,0 | 5,3  |
| 2003-2004 | L.A. Clippers    | 2    | 0   | 6,0  | -    | -    | -    | 1,0  | 0,5 | 0,5 | 0,0 | 0,0  |
| Carriera  | Carriera         | 1058 | 658 | 23,5 | 50,5 | 19,2 | 53,5 | 6,7  | 0,7 | 0,5 | 0,6 | 7,8  |

#### Playoff
| Anno     | Squadra          | PG | PT | MP   | TC%  | 3P%  | TL%  | RP   | AP  | PRP | SP  | PP   |
| -------- | ---------------- | -- | -- | ---- | ---- | ---- | ---- | ---- | --- | --- | --- | ---- |
| 1988     | Seattle S.Sonics | 5  | 0  | 8,8  | 45,5 | -    | 0,0  | 1,6  | 0,0 | 0,6 | 0,0 | 2,0  |
| 1989     | Seattle S.Sonics | 8  | 0  | 20,3 | 61,0 | -    | 53,8 | 7,8  | 0,1 | 0,8 | 0,5 | 7,1  |
| 1992     | L.A. Clippers    | 5  | 0  | 12,6 | 58,3 | -    | 33,3 | 3,6  | 0,4 | 0,2 | 0,2 | 3,2  |
| 1996     | Sacramento Kings | 4  | 4  | 35,3 | 52,2 | 100  | 66,7 | 12,0 | 0,8 | 0,3 | 1,8 | 13,8 |
| 2000     | Utah Jazz        | 10 | 10 | 26,0 | 53,8 | -    | 50,0 | 6,6  | 0,5 | 0,3 | 0,8 | 5,9  |
| 2001     | Utah Jazz        | 5  | 5  | 20,0 | 53,3 | 0,0  | 70,0 | 3,8  | 0,2 | 0,2 | 0,4 | 7,8  |
| Carriera | Carriera         | 37 | 19 | 20,8 | 54,7 | 50,0 | 54,3 | 6,0  | 0,3 | 0,4 | 0,6 | 6,4  |

## Palmarès
- All-USBL Second Team (2003)